# 가상조직
가상조직이란 가상 공간, 즉 컴퓨터 연결망상에 존재하는 조직을 말한다. 전통적인 조직이론에서 말하는 조직의 구성요소인 인간적 요소, 공동의 목표, 합리성의 지배를 받는 공식적 구조와 과정, 경계확정, 및 환경과의 교호작용 등등의 요소는 모두 가지고 있지만 조직의 물리적 측면, 즉 공동의 물리적 공간의 공유, 대면적 접촉과 의사소통 등을 결여하고 있다는 점에서 가상조직은 기존의 조직과 개념적으로 구별된다. 달리 말하면, 기존의 조직개념에서 조직의 물리적 차원들을 사상해 낸 것이 가상조직이라고 할 수 있다. 따라서 가상조직을 개념화하는 데 있어서 조직의 물리적 측면을 구별하는 것이 중요한 이슈로 부각된다. 

## 물리적 차원과 인지적 차원
조직에는 '물리적 차원'과 '인지적 차원'이 존재한다. 조직의 물리적 차원은 조직이 가지고 있는 가시적이고 물리적은 요소 즉 조직이 공유하는 공간과 집기, 구체적 생산물, 회의나 결재와 같은 관찰가능한 많은 행위 등 우리가 일상의 조직에서 외견적으로 감지할 수 있는 물건, 활동 과정들을 말한다. 반면에 인지적 차원은 그러한 물리적 차원이나 개인의 역할과 조직의 목표에 대한 인식의 형태로 존재하는 상징과 의미부여를 지칭한다. 조직의 가시적이고 물리적인 여러 요소들은 그것이 구성원들에게 인지되고 함의되어 의미가 부여되기 전까지는 단지 껍데기에 지나지 않는다고 할 수 있다. 따라서 조직의 물리적·인지적 양 차원은 마치 동전의 양면과 같이 조직을 이루는 핵심적 측면의 하나이다.
이러한 두 측면중에서 조직의 물리적 측면은 추상화되고 인지적 측면이 강조되는 것이 가상조직의 대표적 특성이다. 따라서 가상조직에서는 조직의 주체성에 대한 인식이 조직구성원이 공유하는 주관적 의미의 연결망으로 구성되는 지식의 체계의 형태를 띠게 된다. 이런 의미에서 가상조직에서의 조직개념은 종래 소위 조직의 행동주체들의 인지적 설정의 중요성을 강조하는 이론(Weick, 1979a; 1979b), 메타포를 통한 조직연구(Morgan, 1980), 조직문화의 인지적 접근(Smircich, 1983a; 1983b) 등에서 파악하듯이 조직의 논리적·인식적·관계적 측면이 강조된다.
조직을 구성하는 인간의 역할 또한 기존의 조직에서 보이는 대면적 접촉에 의한 것이 아니라, 컴퓨터 통신망을 통한 전자우편, 전자회의 등의 방법에 의한 커뮤니케이션에 의하여 수행된다. 가장 극단적인 경우에는 조직을 구성하는 ‘인간’은 단말기 저편에 유령처럼 존재하고 있고, 조직에는 오직 그 인간들의 ‘인식부호’(ID)만이 존재하는 형태가 된다. 이러한 경우에는 조직구성원은 공식적 역할의 수행자들로만 인식되며 따라서 호손실험에서 말하던 소위 인간관계나 비공식적 그룹의 중요성은 (Roethlisberger, 1941) 더 이상 큰 의미를 가지지 못한다. 이처럼 가상조직에서는 조직내 인간의 의미가 현저하게 다른 형태로 인식되는 것이다. 가상조직에서는 조직의 경계 및 환경과의 상호작용 또한 대단히 불명확해 진다. 우선 조직을 경계짓는 물리적 요소들이 존재하지 않으므로 조직의 경계를 확인하기가 어렵고 환경과의 상호작용 또한 기존의 조직에서와는 달리 소수의 거래자의 역할이 핵심적 요소로 된다.